# 쑈! TV유랑극단
《쑈! TV 유랑극단》은 2001년 1월 24일부터 KNN 부산경남방송에서 자체 방송되고 있는 시청자 참여 음악 프로그램이다.

## 개요
부산광역시 및 경상남도 지역을 대상으로 한 시청자 참여형 프로그램이다. 노래자랑 외에도 부산광역시·경상남도 지역의 풍물과 특산물 등도 소개한다.

## 예선 과정
인터넷 신청, 현장 신청 등이 가능하며, 예선 MC 창이의 사회로 진행된다. 통상적으로 7~10명 정도의 본선 진출자를 선발한다.

## 방송 진행 형식
노래자랑 형식이다. '딩동댕동', '땡'하는 심사위원의 실로폰 소리로 합격/불합격을 결정한다. 일부 출연자는 노래 외의 장기, 특산물 등을 선보인다. 4~5명의 초대가수가 출연하며, 출연자들의 노래자랑이 끝나면 폭소상·열창상·대상 수상자를 선발한다.

## 전속 악단
- 맹주호 아트팝스 (2001년 ~ 현재)[1]

## 역대 전속 무용단
- 메리트 무용단 (현.메리트퍼펙 무용단) (? ~ 2012년, 2016년 ~ 2023년)
- 아츠 무용단 (2013년 ~ 2016년)
- 이카루스 무용단 (2016년 ~ 2018년, 2024년 ~ )